# Peter Kopač
Peter Kopač, slovenski skladatelj, pianist in pedagog, * 21. avgust 1949, Jesenice.

## Življenjepis
Na Akademiji za glasbo v Ljubljani je leta 1981 končal študij kompozicije in leta 1982 študij klavirja. Kopač je avtor solističnih, vokalno-inštrumentalnih, komornih in orkestralnih skladb.
Opus:
Orkestralna glasba
Koncert za klavir in orkester (1981), Trinoctium za godalni orkester (1984), Concertino za flavto in godala "Pour le temps passé" (1988), MIROPA za komorni ali simfonični orkester (obe verziji 2004), Tinko Polovinko - baletna slika za komorni orkester (2005), Laudario di Cortona za simfonični orkester (2005), Koncert za violino in godalni orkester (2006).
Vokalno-instrumentalna glasba
6 Rubajatov Omarja Hajama za sopran in klavir (1976), Tri slovenske pesmi za sopran, klarinet in klavir (2003), Tri cerkvene ljudske pesmi za tenor, orgle (ali brez) in godalni orkester (2003), 2 otroški pesmi (Mlin, ki lakoto drobi, V polšji deželici) za otroške glasove, dve kljunasti flavti in klavir (2004), Tri slovenske pesmi za sopran, flavto in klavir (2005), »Glas iz narave« za mezzosopran in harmoniko (2009), Kyrie Eleison za sopran, trobento in orgle (2010), »Waldseligkeit« za sopran, violino in klavir (2012) 
Komorna glasba
Godalni kvartet (1998), Quatre Jours de Paris za violino, klarinet in klavir (2000), Animula vagula blandula za pikolo, fagot in klavir (2002), Cantiuncula za kvartet flavt (2003), Trinoctium za godalni kvartet (2005), Neizbežnost za klavirski trio (2009), Alius aliter za klarinet in godalni kvartet (2006),Twins za dve flavti (2007)
Solistična glasba
12 preludijev za klavir (1970), Sonatina za flavto solo (1972), Vox humana za orgle (1983), Sonata 'Glockenspiel' za klavir (1987), Mystères et moments de gloire za orgle (1989), Romanca za flavto in klavir (1990), Sonata 'Zaupna pisma' za flavto in harfo (1994, rev. 2005), Sonetuda za violino solo »Goodbye, My Friend, Goodbye« (2000), Tri slike Edvarda Muncha za violino in klavir (2001), Particularité za violo in klavir (2005), Sonatina za pikolo solo (2005), , Variatio delectat za oboo in klavir (2007), Jutranjica za trobento in klavir (2013), Sonus simulatione za violino solo (2015).
Diskografija
- CD: Grahek-Petrač, Opus di Jazz, 2000: Romanca za flavto in klavir,
- CD: Peter Kopač, Solistična in komorna glasba, 2004: Sonatina za flavto solo, Pet Rubajatov Omarja Hajama za sopran in klavir, Concertino za flavto in godala, Godalni kvartet, Tri slike Edvarda Muncha za violino in klavir (Ed.DSS 200440),
- CD: Matjaž Debeljak, Pikolo Prebliski, 2005: Sonatina za pikolo solo, Animula vagula blandula za pikolo, fagot in klavir.
-CD: Andrej Kopač, violina, RTV/Klasika 2011: Sonetuda za violino solo "Goodbye, My Friend, Goodbye"
- CD: Peter Kopač, Alius aliter, 2013: Sonata za klavir »Glockenspiel«, Tri slike Edvarda Muncha za violino in klavir, Alius aliter za klarinet in godalni kvartet, Variatio delectat za oboo in klavir, Kyrie Eleison za sopran, trobento in orgle (Ed. DSS 201390).
Ostali arhivski posnetki na Radiu Slovenija: 12 preludijev za klavir (1981, 2000), Sonata 'Zaupna pisma' za flavto in harfo (2016),  Tri slovenske pesmi za sopran, klarinet in klavir (2011)
- seznam slovenskih skladateljev